# Discocalyx xiphophylla
Discocalyx xiphophylla är en viveväxtart som beskrevs av Eduardo Quisumbing y Argüelles och Merr. Discocalyx xiphophylla ingår i släktet Discocalyx och familjen viveväxter. Inga underarter finns listade i Catalogue of Life.